# Richard von Bötticher
Richard Bötticher, seit 1917 von Bötticher (* 30. Juni 1855 in Buckau (Magdeburg); † 5. April 1934 in Magdeburg) war ein deutscher Verwaltungsjurist, Landrat in Saarbrücken und Regierungspräsident von Osnabrück.

## Leben
Bötticher besuchte Pädagogium des Klosters Unser Lieben Frauen in seiner Heimatstadt. Nach dem Abitur (1875) studierte er Rechtswissenschaft an den Universitäten in Tübingen und Berlin. 1876 wurde er im Corps Suevia Tübingen aktiv. Nach seiner Ausbildung als  Regierungsreferendar bei der Regierung Magdeburg (1879–1881), trat er 1881 in den Verwaltungsdienst ein. Am 8. August 1885 bestand er die Große Staatsprüfung und wurde wenig später als Regierungsassessor zum Polizei-Dezernenten von Potsdam bestellt. Im Dreikaiserjahr wurde er kommissarischer Landrat des Kreises Querfurt und damit Nachfolger von Eberhard Freiherrn von der Recke. Er übernahm das Amt 1889 endgültig und übte es bis 1903 aus.
Ab Mai 1903 war er Landrat im Kreis Saarbrücken. Für seine dortige Fürsorge für die im Saarland beschäftigten italienischen Arbeiter erhielt er 1909 das Kommandeurkreuz der italienischen Krone. Zudem gelang es ihm, die Vereinigung der Saarstädte Saarbrücken, St. Johann, Malstatt und Burbach zur Großstadt Saarbrücken durchzusetzen. Für seine Verdienste wurde er am 4. Januar 1909 als Regierungspräsidenten  nach Osnabrück berufen. Als er 1917 in den Ruhestand verabschiedet wurde, nobilitierte ihn Wilhelm II. als König von Preußen. Er verbrachte den Ruhestand auf seinem Gut bei Magdeburg.
Familie
Bötticher war ein Sohn des Magdeburger Oberbürgermeisters Friedrich Bötticher (1826–1895) und seiner Ehefrau Karoline Marie Louise Knoblauch. Er heiratete am 10. November 1885 in Magdeburg Johanna Valeska Emilie Hedwig Brunner (* 1864).

## Ehrungen
- Ehrenbürger der Stadt Querfurt
- 1909 Kommandeurkreuz des Ordens der Krone von Italien
- 1904 Roter Adlerorden 3. Klasse mit Schleife
- 1912  Kronenorden 2. Klasse